# Atsch
Atsch of Die Atsch is een plaats in de Duitse gemeente Stolberg, deelstaat Noordrijn-Westfalen. De plaats telt ongeveer 4.000 inwoners en ligt op een plateau tussen de Propsteier Wald, Brander Wald en de Würselener Wald ten noordwesten van Stolberg. Zuidelijk ervan stroomt de rivier de Inde.

## Naamsherkomst
De naam laat zich niet eenduidig verklaren. De naam 'Atsch' wordt vaak geassocieerd met de es, een boomsoort. Ook wordt vermoed dat de naam verwijst naar de aanwezigheid van een atuatuca, een vestiging van de Eburonen.

## Geschiedenis
Atsch werd voor het eerst vermeld in 1474. De plaats was onderdeel van het Münsterländchen, een bestuurlijke eenheid die eigendom was van de Abdij Kornelimünster. Van 1794 tot 1815 werd het gebied door napoleontisch Frankrijk geannexeerd en viel het onder het Roerdepartement. De economie werd lange tijd door de steenkoolwinning gedomineerd. Al in de Keltische en de Romeinse tijd werd er steenkool in Atsch gedolven. Sporen van bebouwing uit die tijd getuigen van de Keltisch-Romeinse aanwezigheid. Ook zijn er drie grafvelden, waarvan twee van Romeinse en een van Keltische oorsprong. De grootschalige mijnbouw kwam in 1845 op gang, toen de mijn van Atsch werd geopend. Deze mijn werd in 1870 weer gesloten, omdat deze niet meer economisch rendabel was. Aan het eind van de negentiende eeuw kwam de industrialisering op gang en ook vandaag de dag zijn er (kleinere) industriële bedrijven gevestigd.
Van de jaren 1930 tot in 1969 liep de Akense tramlijn 22 door Atsch. Deze tramlijn kwam van Weisweiler en ging via Eschweiler, Atsch, Eilendorf en Aken naar Vaals.

## Weblink
- (de)  www.stolberg-atsch.de